# Arcata
Arcata – miasto w Stanach Zjednoczonych, w północno-zachodniej Kalifornii, w hrabstwie Humboldt, na północnym wybrzeżu zatoki Arcata (część większej Zatoki Humboldta). W 2010 roku liczyło 17 231 mieszkańców.

## Miasta partnerskie
- Camoapa, Nikaragua